# Sci alpino alla XXIV Universiade invernale
Nello sci alpino alla XXIV Universiade invernale si sono disputate nove gare: cinque maschili e quattro femminili a causa della mancata assegnazione delle medaglie nella combinata.

## Risultati delle gare

### Maschili
| Specialità     | Oro           | Risultato | Argento               | Risultato | Bronzo            | Risultato |
| Discesa libera | Sandro Boner  | 1:35.39   | Michael Slabatnik     | 1:35.48   | Cristoph Boner    | 1:35.56   |
| Super G        | Sandro Boner  | 1:24.75   | Jaroslav Babusiak     | 1:24.24   | Cristoph Boner    | 1:24.25   |
| Slalom gigante | Dimitri Cuche | 2:11.20   | Ryuunosuke Ohkoshi    | 2:11.46   | Jonathan Midol    | 2:11.57   |
| Slalom         | Dimitri Cuche | 1:33.98   | Manuel Pescollderungg | 1:34.86   | Jonathan Midol    | 1:35.26   |
| Combinata      | Sandro Boner  | 439 punti | Jonathan Midol        | 422       | Jaroslav Babusiak | 395       |

### Femminili
| Specialità     | Oro                  | Risultato | Argento                    | Risultato | Bronzo               | Risultato |
| Discesa libera | Tamara Wolf          | 1:39.35   | Mirena Kuing               | 1:40.50   | Chika Kato           | 1:40.56   |
| Super G        | Tamara Wolf          | 1:27.37   | Pauline-Flor Socquet-Clerc | 1:28.66   | Lucie Hrstková       | 1:28.93   |
| Slalom gigante | Mizue Hoshi          | 2:18.20   | Anne-Sophie Barthet        | 2:18.65   | Katarzyna Karasińska | 2:18.68   |
| Slalom         | Katarzyna Karasińska | 1:25.39   | Eliane Volken              | 1:26.15   | Aleksandra Klus      | 1:27.34   |
| Combinata      | non assegnata        | -         | -                          | -         | -                    | -         |

## Medagliere
| Posizione | Paese      |   |   |   | Totale |
| --------- | ---------- | - | - | - | ------ |
| 1         | Svizzera   | 7 | 2 | 2 | 11     |
| 2         | Giappone   | 1 | 1 | 1 | 3      |
| 3         | Polonia    | 1 | 0 | 2 | 3      |
| 4         | Francia    | 0 | 3 | 2 | 5      |
| 5         | Slovacchia | 0 | 1 | 1 | 2      |
| 6         | Italia     | 0 | 1 | 0 | 1      |
| 6         | Austria    | 0 | 1 | 0 | 1      |
| 8         | Rep. Ceca  | 0 | 0 | 1 | 1      |
| Totale    | Totale     | 9 | 9 | 9 | 27     |